# 東雲東町
東雲東町（しののめひがしまち）は、大阪府堺市北区にある地名。2024年現在の行政地名は東雲東町一丁から東雲東町四丁。住居表示は実施済。

## 地理
北区の北西部に位置する。東は東浅香山町・大豆塚町、南は北長尾町、西は堺区浅香山町・東雲西町に接する。南から北に一丁から四丁がある。

### 河川
- 狭間川

## 歴史

### 沿革
- 1922年（大正11年）、堺市向井町大字北庄の一部より東雲町成立（1950年廃止）。
- 1950年（昭和25年）、堺市東雲町・大豆塚町・東浅香山町の各一部より東雲東町成立。
- 1965年（昭和40年）、一部を東浅香山町1 - 4丁に編入[6]。
- 2006年（平成18年）、堺市が政令指定都市に移行し、行政区を設置。東雲東町は北区の所属となる。

## 世帯数と人口
2024年（令和6年）2月29日現在の世帯数と人口は以下の通りである。
| 丁           | 世帯数    | 人口    |
| ------------ | --------- | ------- |
| 東雲東町一丁 | 311世帯   | 522人   |
| 東雲東町二丁 | 408世帯   | 657人   |
| 東雲東町三丁 | 297世帯   | 510人   |
| 東雲東町四丁 | 159世帯   | 293人   |
| 計           | 1,175世帯 | 1,982人 |

### 人口の変遷
国勢調査による人口の推移。
| 1995年（平成7年）  | 2,087人 | [ 7 ]  |  |
| 2000年（平成12年） | 1,812人 | [ 8 ]  |  |
| 2005年（平成17年） | 1,670人 | [ 9 ]  |  |
| 2010年（平成22年） | 1,973人 | [ 10 ] |  |
| 2015年（平成27年） | 1,904人 | [ 11 ] |  |
| 2020年（令和2年）  | 1,943人 | [ 12 ] |  |

### 世帯数の変遷
国勢調査による世帯数の推移。
| 1995年（平成7年）  | 887世帯   | [ 7 ]  |  |
| 2000年（平成12年） | 821世帯   | [ 8 ]  |  |
| 2005年（平成17年） | 771世帯   | [ 9 ]  |  |
| 2010年（平成22年） | 993世帯   | [ 10 ] |  |
| 2015年（平成27年） | 933世帯   | [ 11 ] |  |
| 2020年（令和2年）  | 1,000世帯 | [ 12 ] |  |

## 学区
市立小・中学校に通う場合、学区は以下の通りとなる。
| 丁           | 番   | 小学校               | 中学校           |
| ------------ | ---- | -------------------- | ---------------- |
| 東雲東町一丁 | 全域 | 堺市立東三国丘小学校 | 堺市立長尾中学校 |
| 東雲東町二丁 | 全域 | 堺市立東三国丘小学校 | 堺市立長尾中学校 |
| 東雲東町三丁 | 全域 | 堺市立東浅香山小学校 | 堺市立長尾中学校 |
| 東雲東町四丁 | 全域 | 堺市立東浅香山小学校 | 堺市立長尾中学校 |

## 事業所
2021年（令和3年）現在の経済センサス調査による事業所数と従業員数は以下の通りである。
| 丁           | 事業所数 | 従業員数 |
| ------------ | -------- | -------- |
| 東雲東町一丁 | 43事業所 | 216人    |
| 東雲東町二丁 | 12事業所 | 53人     |
| 東雲東町三丁 | 11事業所 | 72人     |
| 東雲東町四丁 | 6事業所  | 52人     |
| 計           | 72事業所 | 393人    |

## 交通

### 鉄道
- JR西日本阪和線 - 堺市駅

### 道路
- 大阪府道187号大堀堺線

## 施設
- 堺市駅東商店街
- 堺東雲郵便局
- 金岡下水ポンプ場
- 聖徳寺
- 東雲東公園

## 郵便
- 郵便番号：591-8041[3]（集配局：堺金岡郵便局[15]）。